# Хускварна
 Тази статия е за шведския град.  За машиностроителната компания вижте Husqvarna AB.  
Хускварна (на шведски: Huskvarna, също Husqvarna) е град в южна Швеция, лен Йоншьопинг, община Йоншьопинг. Разположен е на южния бряг на езерото Ветерн. Намира се на около 260 km на югозапад от столицата Стокхолм и на 5 km на изток от Йоншьопинг. Има жп гара.
Тук през 1680 г. е основана кралска оръжейна манифактура, а през 1757 г. заводът преминава в частни ръце. Предприятието продължава да произвежда въоръжение за нуждите на шведската и норвежката армия, но по-късно преминава към производството на шевни машини и велосипеди. Днес предприятието се нарича Husqvarna AB – световноизвестен производител на мототехника, градинска техника и бензинови триони.
Населението на града е 22 800 жители според данни от преброяването през 2012 г.

## Личности
Родени
- Ерик Едман (р. 1978), шведски футболист

## Спорт
Футболен клуб Хускварна ФФ, спонсориран от фирмата Husqvarna AB.